# Referendum sulla sovranità di Gibilterra del 1967
Il referendum sulla sovranità di Gibilterra del 1967 si tenne il 10 settembre e chiese ai cittadini gibilterrini se desideravano passare sotto la sovranità spagnola, col mantenimento della cittadinanza britannica dei suoi residenti e uno status speciale per Gibilterra all'interno della Spagna, oppure rimanere sotto la sovranità britannica.   

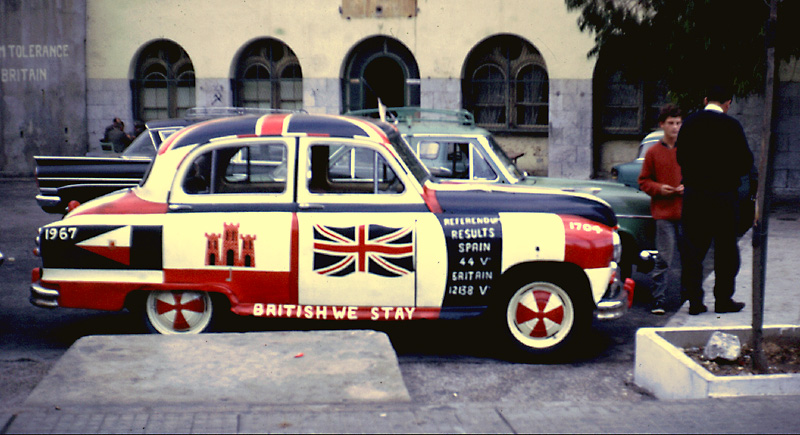
Un'auto dipinta a Gibilterra per celebrare il risultato del referendum

## Storia
La spinta spagnola a riconquistare Gibilterra fu alimentata dall'agenda di decolonizzazione delle Nazioni Unite avviata nel 1946. Tuttavia, per la sua posizione geografica, Gibilterra avrebbe potuto essere solo britannica o spagnola e non avrebbe potuto aspirare all'indipendenza.
In seguito all'approvazione della risoluzione 2070 dell'Assemblea generale delle Nazioni Unite il 16 dicembre 1965, i governi di Spagna e Regno Unito avviarono ufficialmente i colloqui sulla questione della sovranità di Gibilterra. Il 18 maggio 1966, il ministro degli Esteri spagnolo, Fernando Castiella, presentò una proposta formale al governo di Londra, comprendente tre clausole:
1. l'annullamento del Trattato di Utrecht del 1713 e la successiva annessione di Gibilterra alla Spagna;
2. la presenza britannica nella base della Royal Navy a Gibilterra, il cui utilizzo era subordinato a uno specifico accordo anglo-spagnolo;
3. uno "statuto personale" per i cittadini gibilterrini, sotto la garanzia delle Nazioni Unite, che avrebbe protetto i loro interessi culturali, sociali ed economici a Gibilterra o in qualsiasi altro luogo della Spagna, inclusa la loro nazionalità britannica. Doveva essere concordata anche una "formula amministrativa appropriata".

Le opzioni presentate ai gibilterrini sarebbero state sottopose ad un referendum in cui gli abitanti avrebbero dovuto scegliere tra due opzioni:
- passare sotto la sovranità spagnola in conformità con i termini proposti dal governo spagnolo (all'epoca il regime franchista);
- mantenere lo status quo di colonia della Corona, quindi lo storico legame di Gibilterra col Regno Unito.

## Conseguenze
Al referendum parteciparono 12.672 gibilterrini (96,5%) e con un voto plebiscitario ben 12.138 di questi votarono per il mantenimento della sovranità britannica sul territorio (99,64%), mentre l'opzione di annettersi alla Spagna ottenne solo 44 voti (0,36%).
Nel 1969 venne approvata una nuova costituzione e nel 1992 venne scelto il 10 settembre come festa di Gibilterra, per commemorare il primo referendum sulla sovranità di Gibilterra. Sempre nel 1969, come conseguenza del voto e della rinnovata sovranità inglese sulla Rocca, il governo spagnolo chiuse il confine tra Spagna e Gibilterra, limitando severamente i movimenti e affermando che i "veri gibilterrini erano i discendenti degli abitanti spagnoli trasferitisi altrove in Andalusia più di 250 anni prima". Il confine fu completamente riaperto solo nel febbraio 1985, in vista dell'adesione spagnola alla CEE l'anno successivo.
Successivamente, Gibilterra tornò a pronunciarsi sulla questione della propria sovranità con un referendum nel 2002, col medesimo risultato.